# 胡安·内格林
胡安·內格林（西班牙語：Juan Negrín，1894年2月3日-1956年11月4日），前西班牙第二共和國總理。他16歲在中學畢業之後就去了德國讀書，並在醫學院畢業和在萊比錫大學取得博士學位以及在1923年成為西班牙馬德里大學醫學院的心理學教授。在6年之後，他加入了西班社會工人黨。

## 政治背景
胡安.內格林在1929年加入西班牙社會工人黨開啓他的從政之路,而當時的政治局勢如下:

### 英法綏靖主義:
1918年第一次世界大戰結束,英法慘勝而且國力衰退,無力而且不願再介入更多國際危機與衝突之中, 所以英法為首的國際聯盟面對國際衝突的時候自然也無力處理,而最明顥的例子就是「九一八事變」和意大利入侵阿爾巴尼亞,因此西班牙內戰期間.英法兩國也没有介入。

##### 法西斯政權崛起:
當時第一次世界大戰之後,戰勝國把戰爭責任全部轉嫁德國迫使德國簽訂《凡爾賽條約》,賠償高額賠款,加上當時的美國華爾街股市崩盤導致經濟大蕭條來右翼政客利用人們的不滿,乘勢崛起,而德國的希特勒和意大利的墨索里尼就是好例子,而他們在日後的西班牙內戰中令共和國戰敗以及令胡安.內格林要流亡海外起到關鍵性作用。

### 西班牙國內:
第二共和國成立:1931年,革命爆發、左派陣營在選舉中勝利。之後,第二共和國經歷了左派和右派統治:左派    (1931年-1933年, 阿薩尼亞政府)、右派(1933年1936年)、左派(1936年-1939年)。
左派和右派的衝突:當時西班牙國內的政治勢力可以做兩派,包括共產黨、社會主義者、無政府主義者、主張土地改革人士和反天主教人士,而胡安.內格林就是在1929年經濟大簫條時的加入了屬於左派陣營的------西班牙工人社會黨(英語簡稱:PSOE,後來這個政黨加入了人民陣線,在西班牙內戰中對抗佛郎哥陣營);而右派陣營可分為富農、支持天主教人士和保皇派(支持因為西班牙第二共和國成立而垮台的國王阿方索十三世)以及長槍黨。

## 從政:財政部長(1936.9-1937.5)
胡安.內格林在西班牙內戰之初被總理-----弗朗西斯科·卡瓦列羅(英語: Francisco Largo Caballero)任命為財政部部長(1936.9-1937.5),在他的任內,他為了幫助第二共和國對付叛軍(當時納粹德國和法西斯意大利已經開始提供軍事支援給叛軍)而當時是財政部部長的胡安.內格林以西班牙國內的黄金為代價換取蘇聯的軍事支援(因為當時的英法兩國採用綏靖主義政策,願意供援助的國家也只有蘇聯)。

## 巴塞隆納5 月事件
巴塞隆納5月事件可謂是他成為總理的關鍵因素,1937.5.3-1937.5.8當時以弗朗西斯科.卡瓦列羅為首的共和國政府與全國勞工聯盟-西班無政府主義聯合會(英文:GNT-FAI)(西班牙無主義聯合會是全國勞工聯盟的附屬組織)因為政治分歧而爆發衝突,總理弗朗西斯科.卡瓦列羅被迫辭職,西班牙總統曼努埃以爾·阿薩尼亞(英文: Manuel Azaña)任命胡安.內格林為新一任西班牙第二共和國總理同時也是末代總理,根據北卡羅萊納州大學出版社在2015年出版的《西班牙內戰:革命與反革命》(作者:伯內特.博洛藤(英文:Burnett. Bolloten))提到有關時任西班牙總統曼努埃以爾·阿薩尼亞在任命胡安.內格林總理一事上的看法:
" I decided to entrust Negrin with the formation of the government," wrote Azaña. "The public had expected that I would name Prieto. But it was better to have Prieto head the ministry combining the armed forces, for which there was no other possible candidate. In the premier-ship, his sudden changes of mood, his 'tantrums,' could be inconvenient. I felt that it would be preferable .. . to take advantage of the quiet energy of Negrin."

## 總理生涯(1937.5.17-1939.3.31)
根據根據北卡羅萊納州大學出版社在2015年出版的《西班牙內戰:革命與反革命》一書中,胡安.內格林在他的總理生涯中一共組了兩次內閣:

### 內閣列表(1937年5月17日-1938年4月5日):[9]
| 姓名                                                             | 政黨                             | 職位             |
| 胡安.內格林                                                      | 西班牙社會工人黨                 | 首相兼財政部部長 |
| 因達列西奧·普列托(西班牙文:Indalecio Prieto)                     | 西班牙社會工人黨                 | 國防部部長       |
| Julián Zugazagoitia                                              | 西班牙社會工人黨                 | 內政部部長       |
| 傑蘇斯·赫南德茲(西班牙文:Jesús Hernández)                        | 西班牙共產黨                     | 教育與健康部部長 |
| 文森特·烏里韋(西班牙文:Vicente Uribe)                            | 西班牙共產黨                     | 農業部部長       |
| 何塞·基拉爾(西班牙文:José Giral)                                 | 左翼共和黨(英文:Left Republican) | 外交事務部部長   |
| 貝爾納多·吉納·德洛斯·里奧斯(西班牙文:Bernardo Giner de los Ríos) | 共和聯盟(英文: Republican Union) | 工務部部長       |
| 曼努埃爾·德·伊魯喬(西班牙文:Manuel de Irujo)                     | 巴斯克民族主義黨                 | 司法部部長       |
| Jaime Aiguadé                                                    | 加泰共和左翼                     | 勞動與社會部部長 |

### 內閣列表(1938年4月5日-1939年5 月31日):[10]
| 姓名                                                             | 政黨                             | 職位             |
| 胡安.內格林                                                      | 西班牙社會工人黨                 | 首相兼國防部部長 |
| 胡利奧·阿爾瓦雷斯·德爾巴約(西班牙文:Julio Alvarez del Vayo )     | 西班牙社會工人黨                 | 外交事務部部長   |
| 泡里諾·高梅茲·薩斯(西班牙文:Paulino Gómez)                       | 西班牙社會工人黨                 | 內政部部長       |
| 拉蒙·岡薩雷斯·佩納(西班牙文:Ramón González Peña )                | 勞動者聯盟                       | 司法部部長       |
| 文森特·烏里韋(西班牙文:Vicente Uribe)                            | 西班牙共產黨                     | 農業部部長       |
| 薩干多·布朗科(西班牙文:Segundo Blanco)                           | 全國勞工聯盟                     | 教育與健康部部長 |
| 法蘭斯高·門德斯·阿斯佩(西班牙文:Francisco Méndez Aspe)           | 左翼共和黨(英文:Left Republican) | 財政與經濟部部長 |
| 安東尼奧·費拉(西班牙文:Antonio Velao)                            | 左翼共和黨(英文:Left Republican) | 工務部部長       |
| 貝爾納多·吉納·德洛斯·里奧斯(西班牙文:Bernardo Giner de los Ríos) | 共和聯盟(英文: Republican Union) | 交通運輸部部長   |
| Jaime Aiguadé                                                    | 加泰共和左翼                     | 勞動與社會部長   |
| 何塞·基拉爾(西班牙文:José Giral)                                 | 左翼共和黨(英文:Left Republican) | 不管部長         |
| 曼努埃爾·德·伊魯喬(西班牙文:Manuel de Irujo)                     | 巴斯克民族主義黨                 | 不管部長         |

### 外交以及內政
在西班牙的"巴塞隆納5 月事件"之後他一度只任命了左派人士進入政府中而没有任命全國勞工聯盟和勞動者總聯盟,當時引趗了兩黨的不滿和西方兩國的猜忌;而兩黨發表聲明譴責共和國政府"反革命",而全國勞工聯盟更加在1937年5月25在國家委員會上不但形容西班牙共產黨是反革命政黨,他們更加形容西班牙共產黨是:
"close collaboration with the bourgeois republican parties and right-wing Socialists," had brought to fruition the "political maneuver" that had culminated in the "provocation in Barcelona" 
,而同年的蘇聯駐英國大使形容當時的胡安.內格林政府:
"the new Premier understood the vital need to cooperate with the Communist party and did not grieve unduly that the Anarchosyndicalists refused to come into his cabinet.He boldly slashed the numbers of ministers from 18 to 9. This made the govern-ment more compact and functional, and, most important, the ratio of Commu-nists within it was considerably higher."
當胡安.內格林在1939年重新任命全國勞工聯盟和勞動者總聯盟兩黨的成員進入政府之後兩黨就對這個決定感到鼓舞。

## 流亡生涯及死去(1939年3月31日-1956月12日 )
1939年3月31日，西班牙內戰隨著戰況變化,在德國意大利大力支持西班牙佛朗哥政權下,只有蘇聯援助的西班牙共和國持續戰敗,敗退,不斷潰不成軍,他看到這戰爭形勢下,他便決定辭職並流亡至法國,但由於德國與法國戰爭,最終法國政府宣怖投降,並在1940年6月佔領了法國，由於當時德國反共形勢十分高漲,所以他又流亡英國，戰爭過後又返回法國,但由於西班牙佛朗哥政權在西班牙內戰過後仍然存在，而且佛朗哥反共,所以沒有選擇回家,最後在1956年11月12日在法國巴黎離世。